# روجيه بيتيل
روجيه بيتيل (بالفرنسية: Roger Béteille)‏ (و. 1921 – م) هو مهندس فضاء جوي، ومهندس طيران من فرنسا. 

## التعليم
تعلم في المدرسة المتعددة التكنولوجية بفرنسا، وÉcole nationale supérieure de l'aéronautique et de l'espace ‏.

## مناصب وهيئات
أدار سود أفياسيون، وإيروسباسيال.

## جوائز
حصل على جوائز منها:
- قائد وسام جوقة الشرف
- وسام الاستحقاق الوطني من رتبة ضابط أكبر.